# Motif de répétition
Une macromolécule ou un polymère est un assemblage covalent, linéaire ou non, d'un nombre élevé de motifs de répétition.
- Les macromolécules formées d'un seul motif de répétition sont appelées homopolymères.
- Lorsqu'au moins deux motifs de répétition (de structure moléculaire différente) constituent les chaînes polymères, on parle de copolymères.

Le degré de polymérisation est égal au nombre de motifs de répétition constitutifs d'une chaîne polymère.
Le terme « motif de répétition » a plusieurs synonymes dans la littérature chimique, y compris motif monomère, motif constitutif, unité répétitive et unité monomère.

## Exemples
Un des motifs de répétition les plus simples est celui du polyéthylène. Le motif se trouve à l'intérieur des parenthèses à la figure, et il se répète n fois à la molécule entière :
.
De même, le motif de répétition du poly(chlorure de vinyle) est répété n fois à ce polymère :
.
Un polymère plus complexe est le poly(téréphtalate d'éthylène), de la famille des polyesters : .
Il peut être considéré soit comme un homopolymère du motif de répétition indiqué, soit comme un copolymère alterné des deux motifs de répétition --OC-C6H4-CO-- et --O-CH2-CH2-O--. Ces deux motifs sont formés par la perte respective de deux -OH et de -H à partir des deux comonomères qui sont l'acide téréphtalique (HOOC-C6H4-COOH) et l'éthylène glycol (HO-CH2-CH2-OH), lorsque le polymère est formé par polycondensation avec perte d'eau.

## Valence d’un motif de répétition
Chaque motif monomère est caractérisé par le nombre de liaisons qu’il forme dans la polymérisation donnée, nombre appelé valence du motif monomère. En français, ce terme est à distinguer du terme fonctionnalité qui peut prêter à confusion. (En anglais cependant, l'IUPAC Gold Book recommande le terme anglais « functionality » avec le sens de valence.)
Les motifs indiqués dans la section précédente forment deux liaisons et sont donc divalents (ou bivalents), ce qui est caractéristique d’un motif à l’intérieur d’une chaîne macromoléculaire linéaire.
D'autres valeurs de valence existent pour les motifs de répétition. Hors cyclisation de molécule, les fonctions monovalentes, chacune liée à un motif, se trouvent à chacune des extrémités de la chaîne polymère. Pour les polymères ramifiés, les fonctions trivalentes sont présentes aux points de ramification où les chaînes latérales sont attachées. Concernant le poly(téréphtalate d'éthylène), il est possible de remplacer une petite fraction d'éthylène glycol par du glycérol (triol). Cette molécule trivalente (et trifonctionnelle) s'insère dans la chaîne et peut se lier à trois fonctions acide carboxylique pour former un point de ramification.
Enfin, concernant les polymères réticulés, un motif tétravalent peut s'insérer dans deux chaînes et donc former un lien transversal entre deux chaînes. Par exemple, pour la synthèse du polystyrène réticulé, une petite fraction du monomère styrène (ou vinylbenzène) est remplacée par du 1,4-divinylbenzène (ou paradivinylbenzène). Chacun des deux groupes vinyl s'insère dans une chaîne polymère, de sorte que le motif tétravalent s'insère dans deux chaînes qu'il relie ensemble. Il est bifonctionnel parce qu'il ne contient que deux groupes vinyl réactifs.